# Курительная свеча
Курительная свеча, кадильная свеча — твёрдое парфюмерное изделие (благовоние) для ароматизации воздуха методом курения (дымления). Используется в бытовых и религиозных целях (духовных практиках). Традиционно применяется в Китае, Японии, Индии и странах Юго-Восточной Азии. Изготавливается в форме палочек, конусов и спиралей. Свечу поджигают таким образом, чтобы она медленно тлела без пламени.
Курительные свечи состоят из трёх основных компонентов:
- Горючая основа — тонкоизмельчённый[6] липовый[1], тополевый[5] или берёзовый уголь, древесные опилки, селитра, сахар[7].
- Душистые вещества (в основном смолы и бальзамы[6]) — бензойная смола (росный ладан), стиракс (смола ликвидамбара смолоносного), ладан, мирра, кора аниса звёздчатого (применяют для богослужений в китайских и японских храмах[8]).
- Клеящие вещества — камедь (гуммиарабик), крахмал, пчелиный клей[7].

В России с XV века православные христиане (в том числе старообрядцы) использовали небольшую конусообразную свечу «Монашек» («Монашка», «Монашенка»), состоящую из угля и стиракса, иногда в берестяном конусе. Современные монашенки выпускают в виде палочек длиной 4,5 см и диаметром 8—9 мм; их примерный состав: берёзовый уголь, ладан, мирра, стиракс, ароматическая композиция и камедь.

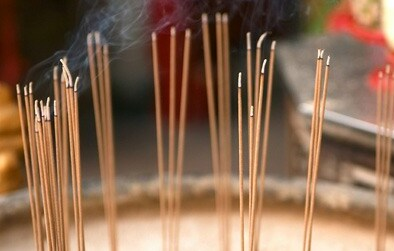
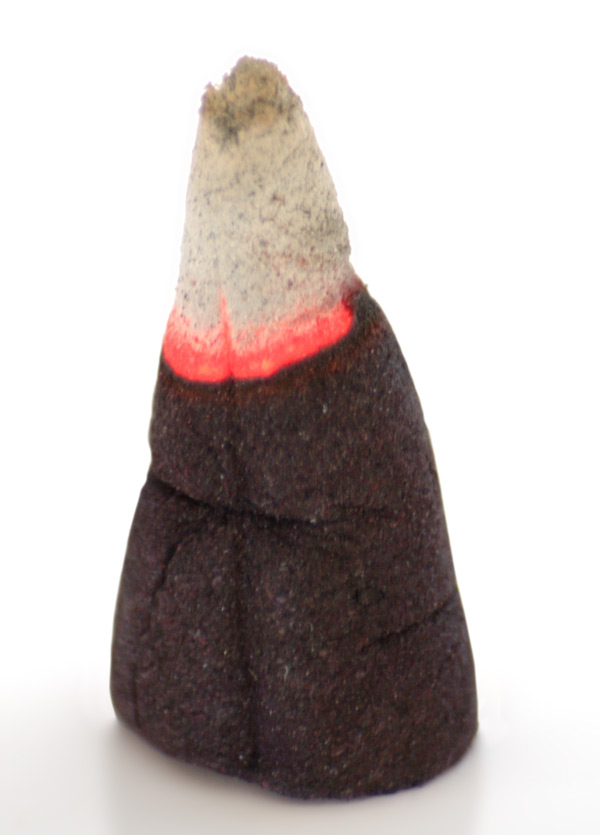
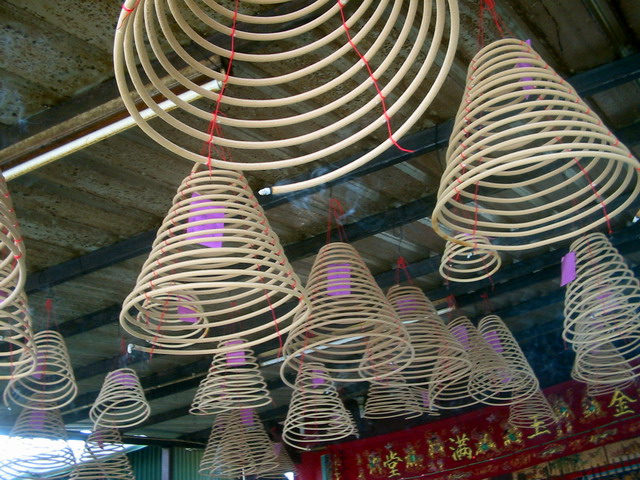
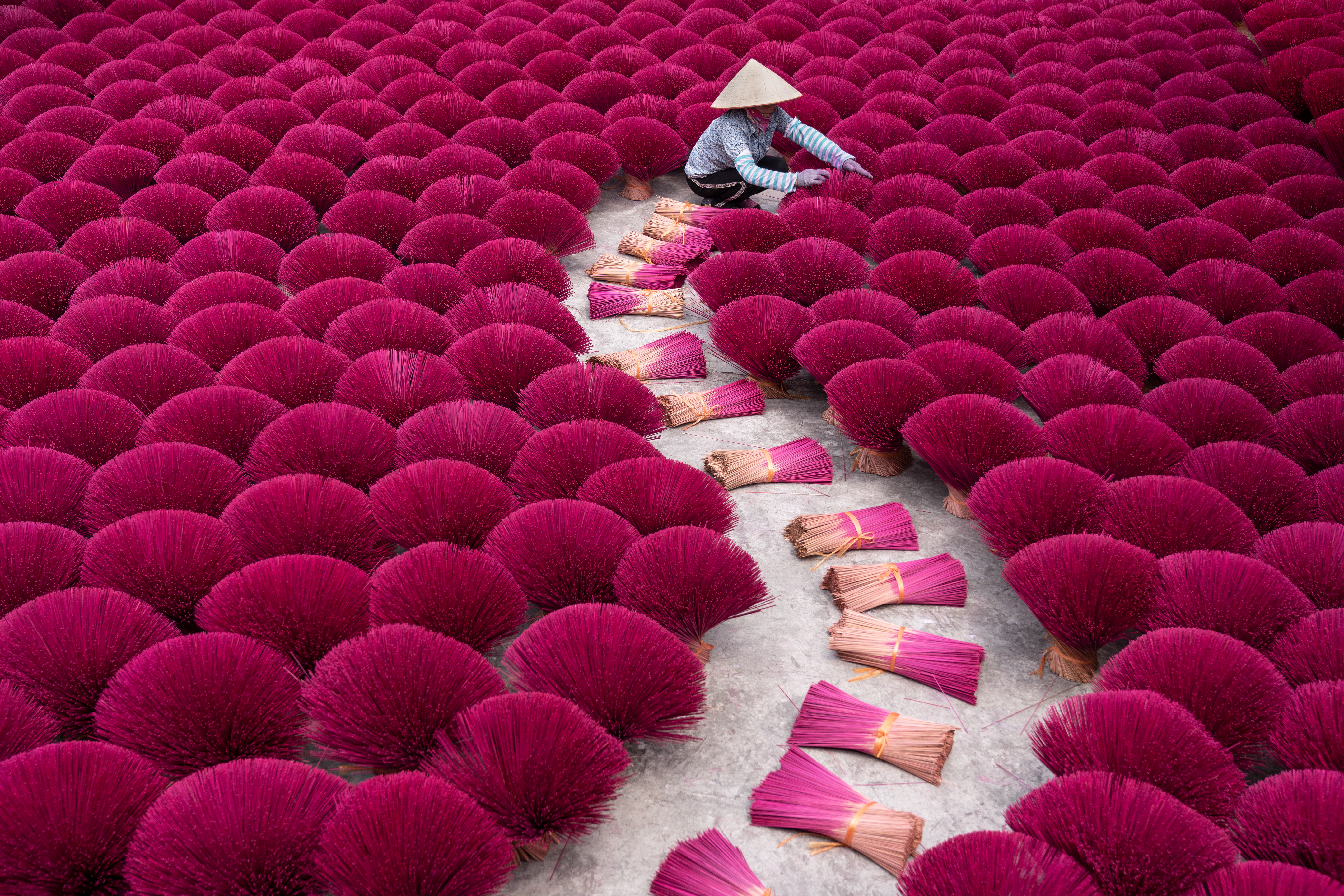